# Billy Squier

William Haislip "Billy" Squier, född den 12 maj 1950 i Boston, Massachusetts i USA, är en amerikansk rockartist känd för låtar som The Stroke och Lonely is the night.

## Uppväxt
Billy Squire växte upp i staden Wellesley i delstaten Massachusetts. Redan i tidig ålder började Billy spela piano och gitarr, men det var inte förrän han upptäckte artisten Eric Clapton som han på allvar började tycka om musik. Vid nio års ålder började hans morfar lära honom spela piano, och gav honom lektioner i två år. Efter att ha slutat spela piano köpte Billy en gitarr av en granne för 95 dollar. Han tog lektioner i några månader, men bestämde sig senare för att bli autodidakt och bemästrade instrumentet vid 15 års ålder.

## Diskografi
Studioalbum
- 1980 – The Tale of the Tape
- 1981 – Don't Say No
- 1982 – Emotions in Motion
- 1984 – Signs of Life
- 1986 – Enough Is Enough
- 1989 – Hear & Now
- 1991 – Creatures of Habit
- 1993 – Tell the Truth
- 1998 – Happy Blue

Samlingsalbum
- 1995 – 16 Strokes: The Best of Billy Squier
- 1996 – Reach for the Sky: The Anthology
- 2002 – Classic Masters
- 2005 – Absolute Hits
- 2011 – Essential Billy Squier
- 2013 – ICON

Livealbum
- 1996 – King Biscuit Flower Power Presents Billy Squier